# Monitor mode
Monitor mode — это специальный режим работы сетевого адаптера, при котором он принимает все беспроводные пакеты, независимо от их адреса. Этот режим используется для анализа сетей Wi-Fi и часто применяется при тестировании безопасности беспроводных сетей.
Работа в monitor mode позволяет:
- Захватывать пакеты, передаваемые между другими устройствами, подключёнными к сети.
- Отслеживать точки доступа и подключённые к ним устройства.
- Анализировать уровень сигнала и активность сетей.

Однако важно понимать, что использование monitor mode может быть ограничено законом в некоторых странах. Мониторинг чужих сетей без разрешения владельца может нарушать законодательство.
Для включения monitor mode потребуется совместимый Wi-Fi адаптер и драйверы. В Linux это часто делается с помощью утилит, таких как Aircrack-ng, в частности команды airmon-ng. Пример активации:
1. Проверка доступных интерфейсов: iwconfig.
2. Включение monitor mode: airmon-ng start wlan0.
3. После выполнения команды интерфейс может быть переименован, например, в wlan0mon.

После завершения работы с мониторингом рекомендуется вернуть адаптер в managed mode, чтобы избежать проблем с подключением к Wi-Fi сетям:
- Остановка monitor mode: airmon-ng stop wlan0mon.
- Проверка состояния интерфейса: iwconfig.

Использование monitor mode является мощным инструментом для специалистов по информационной безопасности и требует соблюдения этических и юридических норм.